# ريبوت (مسلسل)
ريبوت (بالإنجليزية: Reboot)‏ هو مسلسل كوميدي أمريكي من إبتكار ستيفن ليفيتان وبطولة كيغان-مايكل كي، جونى نوكسفيل، ريتشل بلوم، كالم ورثي، كريستا ماري يو، جودي جرير وبول ريزر، يتكون المسلسل من 8 حلقات، صدر أول 3 حلقات في 20 سبتمبر 2022 على منصة هولو.

## روابط خارجية
- ريبوت (مسلسل) على موقع IMDb (الإنجليزية)
- ريبوت (مسلسل) على موقع ميتاكريتيك (الإنجليزية)
- ريبوت (مسلسل) على موقع روتن توميتوز (الإنجليزية)
- ريبوت (مسلسل) على موقع ألو سيني (الفرنسية)
- ريبوت (مسلسل) على موقع قاعدة بيانات الفيلم (الإنجليزية)